# Pahrump
Pahrump é uma Região censo-designada localizada no estado americano de Nevada, no Condado de Nye.

## Demografia
Segundo o censo americano de 2000, a sua população era de 24.631 habitantes.

## Geografia
De acordo com o United States Census Bureau tem uma área de
771,5 km², dos quais 771,5 km² cobertos por terra e 0,0 km² cobertos por água. Pahrump localiza-se a aproximadamente 847 m acima do nível do mar.

## Localidades na vizinhança
O diagrama seguinte representa as localidades num raio de 52 km ao redor de Pahrump.